# Kanton La Ferté-Bernard
Kanton La Ferté-Bernard (fr. Canton de La Ferté-Bernard) je francouzský kanton v departementu Sarthe v regionu Pays de la Loire. Tvoří ho 13 obcí.

## Obce kantonu
- Avezé
- Cherré
- Cherreau
- Cormes
- Dehault
- La Chapelle-du-Bois
- La Ferté-Bernard
- Préval
- Saint-Aubin-des-Coudrais
- Saint-Martin-des-Monts
- Souvigné-sur-Même
- Théligny
- Villaines-la-Gonais